# Dekanatspfarrkirche Telfs

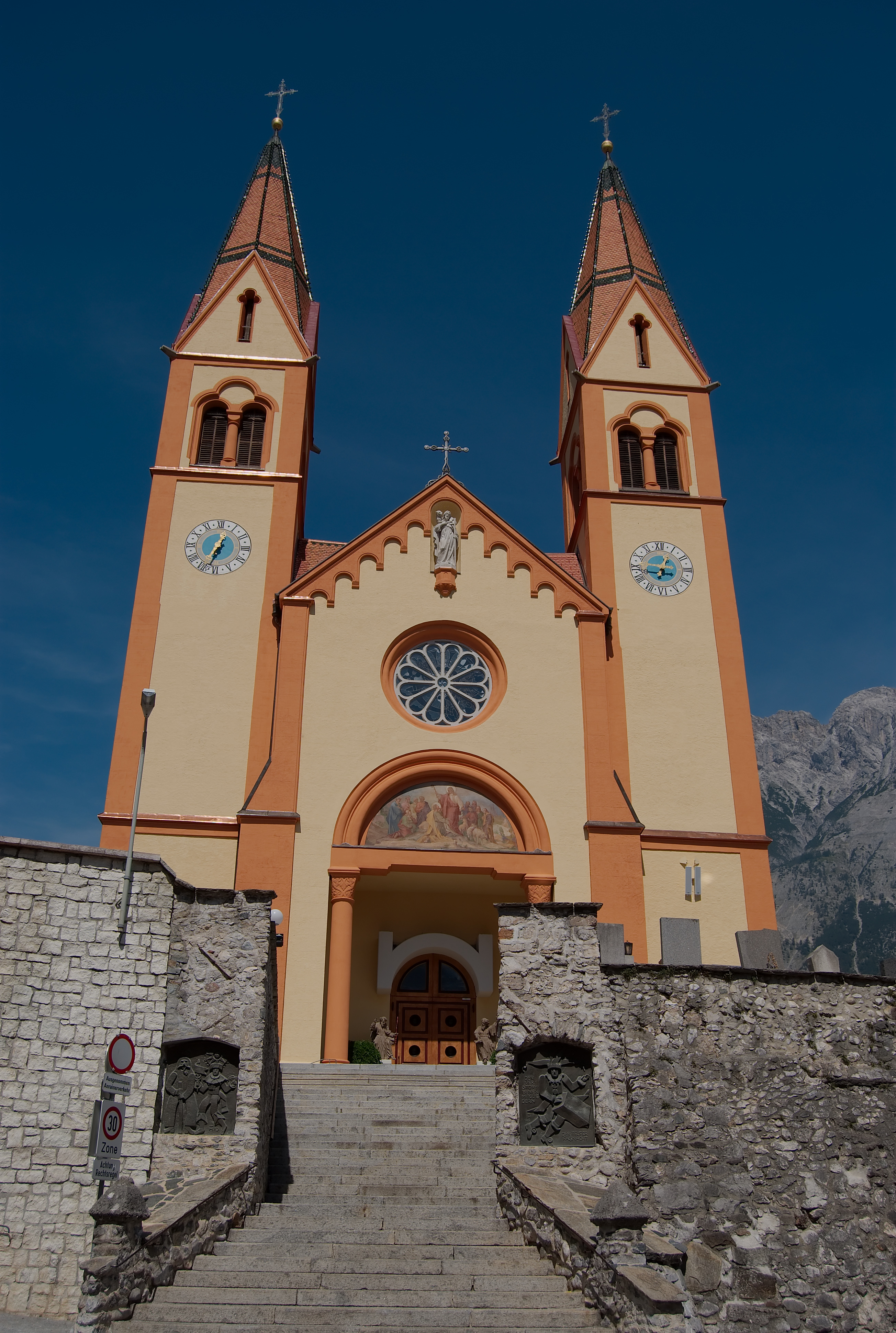
Pfarrkirche Peter und Paul (2009)

Die römisch-katholische Dekanatspfarrkirche Telfs steht in der Marktgemeinde Telfs im Bezirk Innsbruck-Land in Tirol. Die Pfarrkirche Peter und Paul gehört zum Dekanat Telfs in der Diözese Innsbruck. Die Kirche steht unter Denkmalschutz.

## Geschichte
Im Jahr 1113 wurde die Weihe einer oberen Kapelle («superior capella») durch Bischof Gebhard von Trient beurkundet, worunter vermutlich die 1859 zu Gunsten des Pfarrkirchenneubaus abgebrochene Friedhofskapelle zur schmerzhaften Gottesmutter auf dem Telfer Friedhof zu verstehen ist. Die bereits länger bestehende Pfarre wurde 1233 erstmals urkundlich genannt. 1331 nannte eine Urkunde eine Pfarrkirche hl. Georg und 1352 eine Urkunde eine Pfarrkirche Hll. Peter und Paul. Für die 1475 geweihte Kirche wurden für 1447, 1550 und 1552 Brände genannt. Die Kirche wurde 1602 Dekanatskirche, wobei der Sitz des Dekanates zeitweise nach Flaurling wechselte. Ein Erweiterungsbau wurde 1666 geweiht.
Der heutige monumentale doppeltürmige neuromanische Kirchenbau wurde von 1860 bis 1863 vom Architekten Johann Eiter nach den Plänen des Straßen- und Brückenbaumeisters Leopold von Claricini-Dornpach erbaut und erst 1886 geweiht. Dem westlichen neuromanischen Petersturm und dem östlich noch barocken Paulsturm wurden 1901 neue einheitliche Turmabschlüsse vom Baumeister Alfons Mayr nach den Plänen des Architekten Leopold Heiß aus 1898 aufgesetzt.

## Architektur

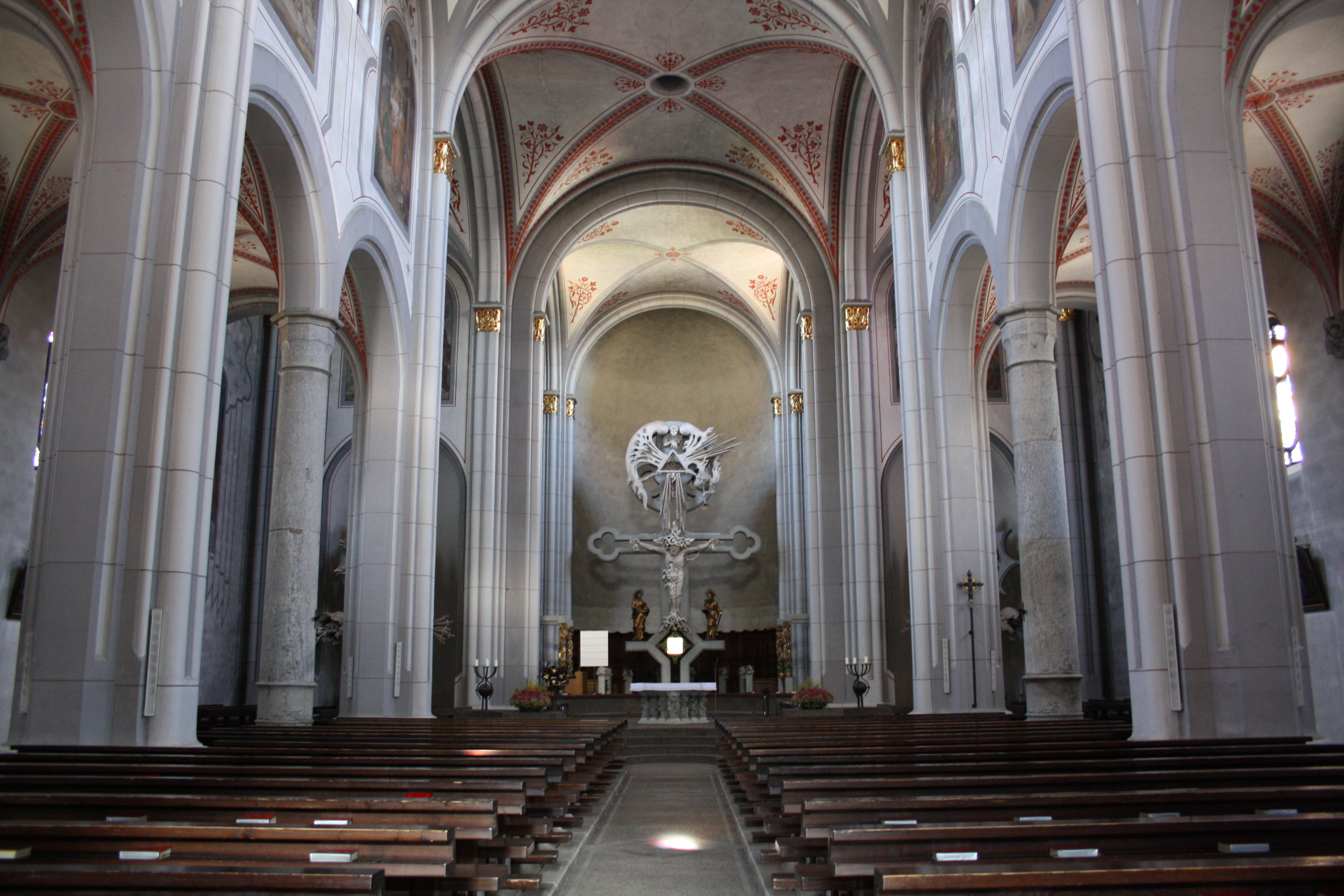
Kircheninneres: Nach dem Rückbau 1981: Chor ohne Orgelprospekt: Bestuhlung mit Mittelgang

Die dreischiffige kreuzförmige Basilika mit einem halbrund schließenden Chor hat zwei Fassadentürme mit gekoppelten und mit dreipassförmigen Blendbögen versehenen Schallfenstern und Spitzgiebelhelmen. Die Seitenschiffe sind mit Querschiffarmen mit Dreiecksgiebeln versehen. Die Querschiffarme werden mit gleich gestalteten Sakristeianbauten fortgesetzt. Die Außenwände wurden durch Felder mit Rundbogenfriesabschluss gegliedert. Die Portale und Fenster sind rundbogig mit seitlich eingestellten Säulen. Die südliche Hauptfassade mit den Türmen hat eine Rosette, einen Dreieckgiebel mit Rundbogenfries und eine Statue des Guten Hirten und zeigt ein nazarenisches Lünettenfresko mit der Erscheinung des Auferstandenen am See Genezareth des Malers Johann Kärle (1902).
Im Kircheninneren wechseln sich Bündelpfeiler und Rundsäulen mit neuromanischen Kapitellen. Das Langhaus, die Vierung und das Chorjoch haben ein Kreuzgewölbe, die Querschiffarme Tonnengewölbe. Die Hauptapsis und Seitenaltarnischen sind halbkuppelig überwölbt. Das Langhaus hat Rundbogenfenster in den Seitenschiffen und Lichtgaden. In den Querschiffen ist je ein Kreisfenster. Im Chor sind beidseits rundbogige Drillingsfenster zu den Sakristeien.
1962 erfolgte mit Architekt Josef Lackner eine Übertünchung der Wand- und Gewölbemalerei mit hellem Weiß für ein lichtvolles Kircheninneres. Der Orgelchor wurde in den Altarraum versetzt. Im Haupteingang wurde mittig zwischen den Eingangstüren links und rechts mit Glasfenstern und Betonkreuzen eine quadratische Taufkapelle eingerichtet. Der Volksaltar stand mittig im Querschiff mit einer Bestuhlung links und rechts und einer Bestuhlung im Mittelschiff des Langhauses. Mit dem paradoxen Anspruch „Eine Zukunft für die Vergangenheit“ wurde das Kircheninnere im Jahre 1981 rückerneuert.

## Ausstattung

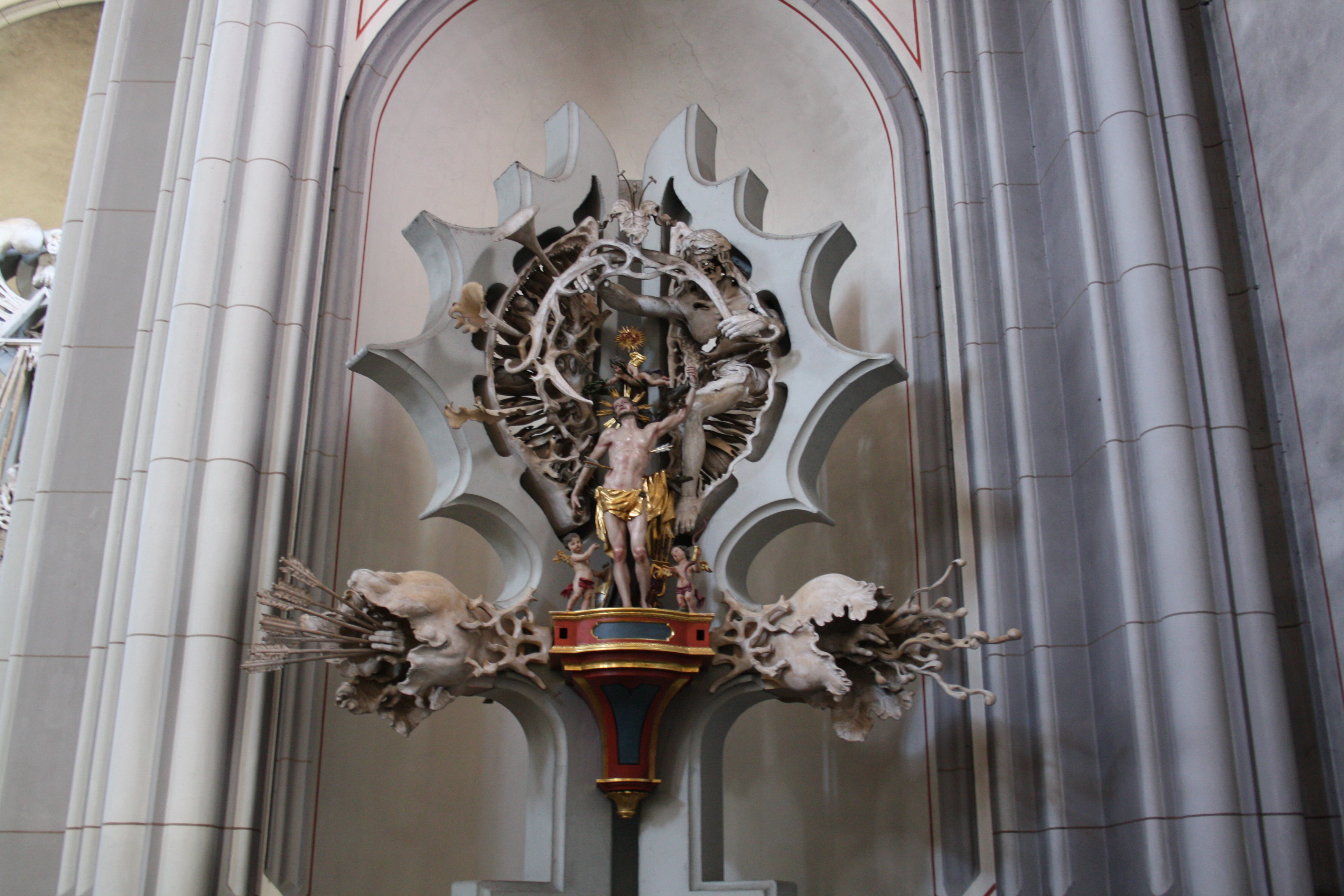
Rechter Seitenaltar mit barocker Statue des hl. Sebastian von Urban Klieber

Das Hochaltarkruzifix aus dem Anfang des 19. Jahrhunderts wurde vom Kalvarienberg St. Moritzen hierher übertragen. Der rechte Seitenaltar trägt eine ehemalige Prozessionsfigur hl. Sebastian vom Bildhauer Urban Klieber aus dem Ende des 18. Jahrhunderts. Die Stationsbilder um 1730/1740 stammen aus der Werkstatt Michael Ignaz Mildorfer. Zur Weihnachtszeit wird eine Bretterkrippe von Josef Anton Puellacher aus dem Ende des 18. Jahrhunderts aufgestellt. Eine Glocke goss 1740 Johann Paul Schellener.
Ein Großteil der Innenausstattung und Wandmalereien stammen vom deutschen Bildhauer Helmut Lutz. Bemerkenswert sind das Kruzifix mit Jesusfigur im Chor sowie die Integration alter Figuren in neue Plastiken an der Seite.